# 因凯
因凯，是匈牙利绍莫吉州所辖的一个村。总面积51.76平方公里，总人口1280，人口密度24.7人/平方公里（2011年1月1日）。